# ワークアカデミー
株式会社ワークアカデミー (Work Academy corporation) は、情報教育、キャリア教育、教育出版、企業研修、就職支援、会議室運営、などの事業を行う企業である。本社は大阪府大阪市。

## 概要
1982年に関西初のOAスクール（現在のパソコンスクール）を開校し、その後も教材出版、講師派遣など、主にコンピュータ・リテラシー教育・情報教育分野での実績がある。また、近年ではキャリア教育や資格取得教育、公務員試験対策に関しても実績を上げている。Work（仕事）とAcademy（学校）の合成からなる企業名にも表されるように、就業力育成と大学などの教育機関支援をテーマとした事業を展開している。

## 沿革
- 1982年 - 大阪市北区で富士通のユーザー教育機関としてスタート
- 1983年 - ノアワープロスクール（後にノアワーキングアカデミーと改称）開校
- 1985年 - ワープロインストラクター養成コースを設置、教育機関への講師派遣を行う
- 1986年 - ワークアカデミー専門学院（現 資格とキャリアのスクールnoa）開設
- 1990年 - ワープロ教育学校専用教材「SCHOOLING TEXT」発刊
- 1993年 - noa出版（情報教育用教材出版）設立
- 2001年 - WebCL（Web開発）設立
- 2003年 - 本社を大阪市北区万歳町に移転
- 2005年 - ICT利活用力推進機構より「情報活用力診断テスト Rasti」の開発を受託
- 2006年 - noa 仕事×学校 開校
- 2006年 - 情報活用力診断テストRasti公開
- 2012年 - 「大阪コロナホテル」を系列化
- 2014年 - ハルカス大学プロジェクトに運営委員として参加
- 2014年 - 「株式会社ワークヴィジョン」を分社化
- 2017年 - 東京支社を設立
- 2017年 - 一般社団法人未来教育推進機構（UMEDAIプロジェクト）に設立メンバーとして参加[1]
- 2018年 - 女性が活躍している企業として、「えるぼし」最高評価認定
- 2019年- 経済産業省「第10回キャリア教育アワード」優秀賞（中小企業の部）を受賞
- 2019年- プライバシーマーク取得

## グループ会社

### 大阪コロナホテル
新大阪の研修ビジネスホテル

### 株式会社ワークヴィジョン
開発・研究を主事業とする会社

## 主な事業
- 大学授業運営事業
- 資格サポート事業
- 公務員試験対策
- 教育出版（noa出版）
- スクール運営（資格とキャリアのスクールnoa）
- 人材開発・講師派遣
- 企業研修
- 会議室運営[2]

## 行政受託プロジェクト
- 全国中小企業団体中央会「中小企業向けeラーニング事業」に参画  中小建設業のeコマースによる経営革新を促進するためのeラーニングシステムを開発（2004年）
- 経済産業省創造技術研究開発事業、 「組織ナレッジの共有および再利用性を飛躍的に高めるEPSS」の開発を実施（2004年）
- ITガイドシステム推進協議会研究会事業「ICT利活用力向上のための研究会」に参加（2004年）
- IT活用型の観光ガイドシステムの構築プロジェクトに参画  IT教育・IT導入指導および、IT対応人材の派遣など、連携体事業の中心的役割を担う（2005年）
- 総務省情報通信技術地域人材育成・活用事業交付金地域雇用創造  ICT絆プロジェクト「観光コンシェルジュ育成事業の観光eラーニングコンテンツ」「大阪国パスポート」プロジェクトに参画（2011年）
- 総務省内閣府「市場化テスト法 検討委員会」参画[3]

## 主な取引先
- 大阪経済大学
- 大阪商業大学
- 大阪府立大学
- 大手前大学
- 鹿屋体育大学
- 京都光華女子大学
- 京都先端科学大学
- 京都橘大学
- 京都女子大学
- 近畿大学
- 県立広島大学
- 甲南女子大学
- 神戸学院大学
- 神戸女子大学
- 札幌国際大学
- 産業能率大学
- 城西大学
- 摂南大学
- 玉川大学
- 帝京平成大学
- 帝塚山大学
- 同志社大学
- 名古屋経営短期大学
- 佛教大学
- 北海道文教大学
- 美作大学
- 武庫川女子大学
- 武蔵野大学
- 桃山学院大学
- 立命館大学
- 琉球大学
- 龍谷大学
- 流通科学大学
- 麗澤大学

他、全国の大学、専門学校、高等学校、企業、行政などと取引。

## その他
- 適性試験教材に関するトラブル  ワークアカデミーが2014年10月 - 2015年2月に使用した教材について、東京アカデミーが自社の問題集に掲載された問題と酷似しているとして、大阪地方裁判所に訴訟を提起。2016年1月に和解が成立[4]。